# Diane di Prima
Diane di Prima est une poétesse et militante américaine née le 6 août 1934 à New York et morte le 25 octobre 2020, appartenant à la Beat Generation. 
Elle écrit également de la prose (ses mémoires notamment, traduits en français sous le titre Mémoires d'une beatnik) et des pièces de théâtre. C'est aussi une activiste de gauche, dans la continuité de l'engagement anarchiste de son grand-père maternel, Domenico Mallozzi. Elle milite aussi pour l'acceptation des personnes grosses et obèses, contre la grossophobie.

## Biographie

### Enfance et jeunesse
Diane di Prima naît à Brooklyn. Elle se rebelle dans son adolescence contre son foyer, vu comme une prison, et contre le « bon goût ». Elle décide très tôt, dès l'âge de 14 ans, de se consacrer à la poésie, et s'installe au Greenwich village à 19 ans, écrivant à temps plein et correspondant avec des figures artistiques de l'époque, comme le poète et musicien Ezra Pound ou le poète et romancier Kenneth Patchen (en). Elle vit une période de liberté et d'expériences multiples, aussi bien en matière d'usage de drogues que de partenaires sexuels.

### Participation au mouvement Beat
Son premier livre, This Kind of Bird Flies Backward, est publié en 1958 par Hettie Jones et LeRoi Jones (qui deviendra Amiri Baraka), dont elle est la maîtresse en secret. Elle co-fonde avec lui en 1961 un magazine poétique, The Floating Bear, qui existera pendant dix ans et qu'elle éditera seule pour une large part. Elle y publiera les écrits de grands noms du mouvement beat comme William S. Burroughs. L'un de ses textes vaudra d'ailleurs à di Prima et Jones une arrestation pour obscénité en 1961. 
Elle se marie en 1962 avec Alan Marlowe ; tous deux fondent la maison d'édition The Poet Press, qui publie des poètes beat comme Gregory Corso et Herbert Huncke. Elle quitte New York pour rejoindre la communauté psychédélique de Timothy Leary, puis parcourt les États-Unis à bord de son combi Volkswagen et s'installe définitivement à San Francisco avec ses cinq enfants à la fin des années 1960. Elle y étudie le bouddhisme, le sanskrit, le gnosticisme et l'alchimie. Elle s'intéresse à la magie. 
Par son parcours personnel, son départ de la côte Est pour la côte Ouest où elle se sent chez elle, tout en gardant des liens avec les artistes new-yorkais, Diane di Prima fait un pont entre le mouvement Beat et le mouvement beatnik, qui allait devenir le mouvement hippie. 
Elle a écrit une cinquantaine d'ouvrages et est traduite dans une vingtaine de langues. 

## Publications
- This Kind of Bird Flies Backward, Totem Press, 1957
- Various Fables from Various Places, G.P. Putman, 1960
- Dinners and Nightmares, Corinth Press, 1961
- The New Handbook of Heaven, Auerhan Press, 1962
- The Man Condemned To Death, 1963
- Poets Vaudeville, Feed Folly Press, 1964
- Seven Love Poems for The Middle Latin, Poets Press, 1965
- Haiku, Love Press, 1966
- New Mexico Poem, Poets Press, 1967
- Earthsong, Poets Press, 1967
- Hotel Albert, Poets Press, 1968
- War Poems, Poets Press, 1968
- L.A. Odyssey, Poets Press, 1969
- Memoirs of a Beatnik, Olympia Press, 1969
- The Book of Hours, Brownstone Press, 1970
- Kerhonkson Journal, Oyez Press, 1971
- Revolutionary Letters, City Lights Books, 1971
- The Calculus of Variation, Eidolon Editions, 1972
- The Floating Bear, Laurence McGilvery, 1973
- Loba (Part I), Capra Press, 1973
- Freddie Poems, Eidolon Editions, 1974
- Selected Poems : 1956-1975, North Atlantic Books, 1975
- Loba (Part II), Eidolon Editions, 1976
- The Loba as Eve, The Phoenix Book Shop, 1977
- Loba (Parts I-VIII), Wingbow Press, 1978
- Memoirs of a Beatnik (réedition), Last Gasp Press, 1988
- The Mysteries of Vision, Am Here Books, 1988
- Wyoming Series, Eidolon Editions, 1988
- Pieces of a Song : Selected Poems, City Lights Books, 1990
- Seminary Poems, Floating Island, 1991
- The Mask Is the Path of the Star, Thinker Review International, 1993
- Zip Code, Coffeehouse Press, 1994
- Recollections of My Life as a Woman, Viking Press, 2001
- Towers Down (avec Clive Matson (en)), Eidolon Editions, 2002
- The Ones I Used to Laugh With, Habenicht Press, 2003
- TimeBomb, Eidolon Editions, 2006

Traductions françaises
- Mémoires d'une beatnik, Ramsay, 2004
- Lettres révolutionnaires, traduction de Revolutionary Letters, 2023.

## Filmographie
- The Poetry Deal: A Film with Diane di Prima, de Melanie La Rosa.